# 托玛早熟禾
托玛早熟禾（学名：Poa tolmatchewii），为禾本科早熟禾属下的一个植物种。